# Coculi
Coculi je vesnice na severu ostrova Santo Antão  na Kapverdách. Nachází se na řece Ribeira Grande, 4 kilometry jihozápadně od města Ribeira Grande a 17 kilometrů severně od hlavního města ostrova Porto Novo. V roce 2010 zde žilo 901 obyvatel.
Ves v nedávné minulosti prodělala velký rozvoj; v roce 2005 zde byla postavena spádová střední škola pro 1 200 studentů.